# Polyplectron katsumatae
Lo speroniere di Hainan (Polyplectron katsumatae Rothschild, 1906) è un uccello galliforme della famiglia dei Fasianidi.

## Descrizione

### Dimensioni
Il maschio misura 53-65 cm di lunghezza (coda inclusa); la femmina 40-45 cm (coda compresa).

### Aspetto
Ritenuto fino a poco tempo fa una sottospecie dello speroniere chinquis, è forse tra i più piccoli, se non il più piccolo, di tutti i rappresentanti del genere Polyplectron. Il maschio è complessivamente grigio-marrone finemente barrato di scuro. Possiede una cresta ispida e folta e zone laterali della testa nude e caratterizzate da pelle di colore rosa-giallastro o aranciato; mento e gola presentano una colorazione biancastra. Le piume della mantellina, delle scapolari e delle ali terminano con ocelli blu cangianti in verde orlati di nero e castano scuro; ciascuna delle penne caudali è caratterizzata da un grande ocello verde metallico con bordature grigio intenso. L'iride è marrone e le zampe ardesia con tarsi dotati di speroni.
La femmina, pur essendo molto simile al maschio, se ne distingue per essere più piccola e presentare una colorazione meno brillante con ocelli che sul corpo si presentano nerastri con bordatura fulvo chiaro; ognuna delle penne caudali è contraddistinta da un ocello subterminale evidente, ma mancante delle iridescenze che caratterizzano quelli maschili.

## Biologia
Si conosce molto poco circa la storia naturale ed ecologica di questi fagiani. Conducono vita piuttosto solitaria e sia il maschio quanto la femmina occupano territori relativamente piccoli che solitamente non superano i tre ettari; durante la stagione riproduttiva conducono vita di coppia, dato che la monogamia sembra essere la pratica riproduttiva adottata, anche se questa affermazione necessita di ulteriori indagini e verifiche.

### Alimentazione
Non abbiamo informazioni specifiche sulla dieta di questo speroniere nel suo ambiente naturale. Tuttavia è probabile che questa specie sia, come tutti gli altri speronieri, onnivora.

### Riproduzione
Con l'approssimarsi del periodo degli amori i maschi delimitano i loro territori lanciando particolari richiami molto diversi da quelli emessi quando sono allarmati. I nidi vengono generalmente posizionati a terra, più raramente sopra qualche rialzo naturale, celati nel folto della vegetazione, o alla base di grossi alberi oppure a ridosso di una roccia sporgente dal terreno, così come possono trovarsi anche in cavità naturali poco profonde. Di norma vengono deposte 1-2 uova covate, a quanto sembra, dalla sola femmina. I tempi di incubazione allo stato naturale sono ancora sconosciuti, tuttavia dovrebbero essere come in cattività di circa 22 giorni.

## Distribuzione ed habitat
È endemico di Hainan (Cina) ed attualmente si trova solo nella regione montuosa della regione centro-sud-occidentale dell'isola omonima. Predilige foreste umide primarie e secondarie caratterizzate da fitto sottobosco e lussureggiante vegetazione tropicale, ad altezze comprese tra 200 e 1300 metri, e sino ad ora non è mai stato osservato in terreni coltivati o piantagioni di diverso tipo, comprese quelle di eucalipti, alberi della gomma, arachidi e così via, pur potendo costituire un habitat particolarmente adatto a questo fagiano. Tuttavia le caratteristiche che sembra possano influire sulla scelta di un'area rispetto ad un'altra sono principalmente dovute al tipo di densità della foresta, vicinanza a fonti d'acqua, abbondanza di cibo e distanza dagli insediamenti umani.

## Conservazione
Nonostante la specie sia inserita solo nel secondo allegato CITES (B), la IUCN la classifica come «specie in pericolo» (Endangered), in quanto la popolazione un tempo distribuita all'interno della foresta pluviale che ricopriva gran parte dell'isola risulta estremamente ridotta e si teme possa subire un destino molto rapido a causa del massiccio disboscamento e della conseguente sostituzione della foresta primaria con specie arboree diverse come acacie ed eucalipti, dell'insensata caccia praticata soprattutto in montagna, della bassa fecondità e della predazione di uova e piccoli. Lo speroniere di Hainan è tra i galliformi più rari di tutta la Cina.